# Alfred von Koudelka
Alfred svobodný pán von Koudelka (německy Alfred Wilhelm Heinrich Maria Freiherr von Koudelka) (21. března 1864 Oradea – 4. února 1947 Bad Hall) byl rakousko-uherský admirál. Jako absolvent námořní akademie sloužil u c. k. námořnictva od roku 1882, absolvoval několik zaoceánských cest a byl účastníkem mezinárodních válečných operací. V mezinárodním měřítku se uplatnil jako spisovatel a několik let působil v námořní administraci na rakousko-uherském ministerstvu války. Později byl velitelem několika bitevních lodí a od roku 1913 byl velitelem námořní základny v Terstu. Za první světové války se vyznamenal jako velitel obrany pobřeží i pozemních jednotek v bitvách na Soči. V roce 1917 dosáhl hodnosti viceadmirála, ještě před rozpadem mocnářství byl odeslán do penze (1918).

## Biografie

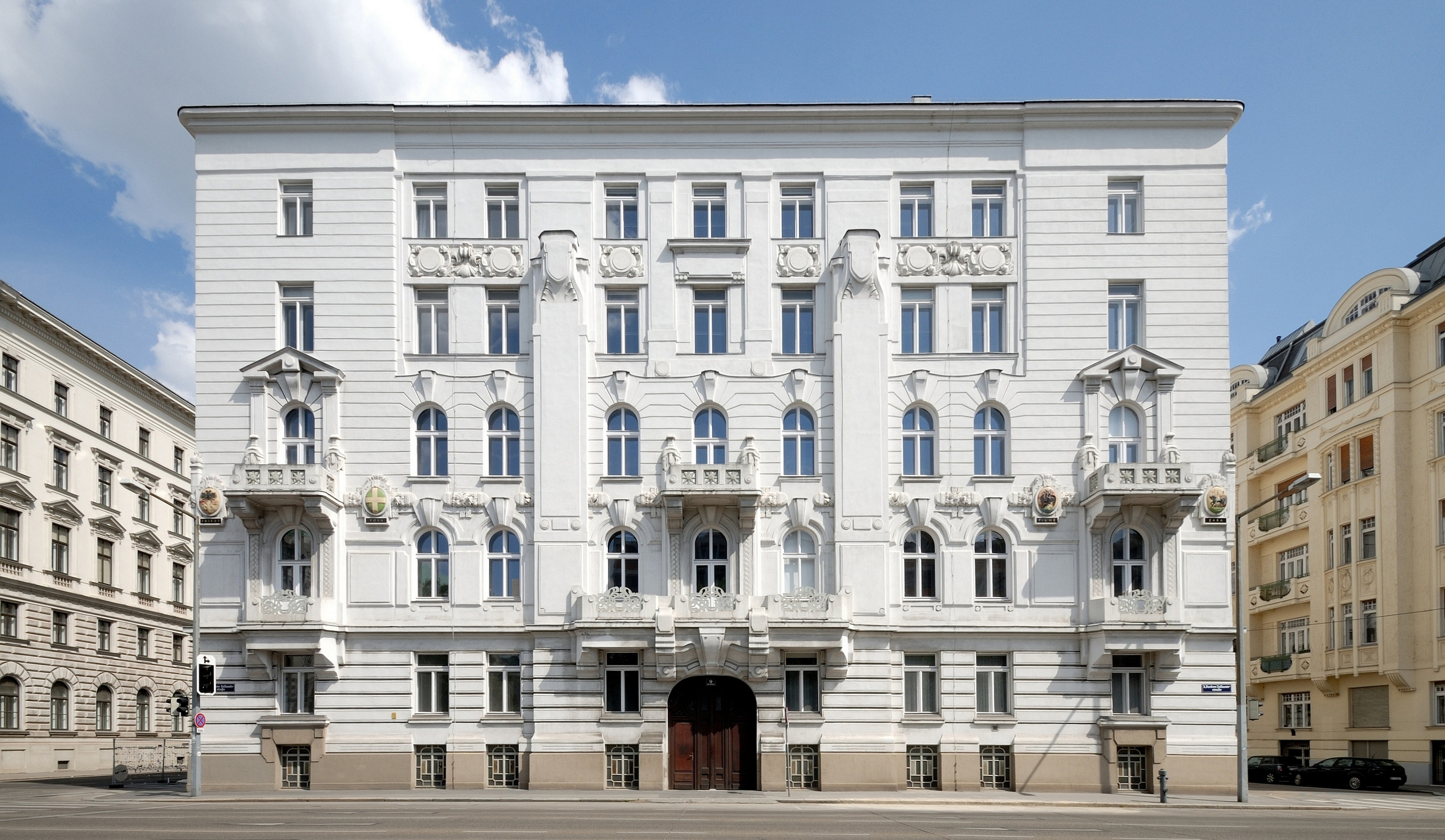
Sídlo námořní sekce rakousko-uherského ministerstva války ve Vídni

Pocházel z rodiny s vojenskou tradicí, byl synem c. k. polního podmaršála barona Rudolfa Koudelky (1810–1871). Po reálce v Klagenfurtu nastoupil na vojenskou kadetní školu v Sankt Pölten, krátce poté přešel na C. k. námořní akademii v Rijece (1878–1882). Jako kadet vstoupil v roce 1882 k námořnictvu a na korvetě SMS Erzherzog Friedrich absolvoval cestu do jižní a severní Ameriky (1882–1883). Kromě služby na různých lodích působil také u námořního arzenálu v Pule nebo jednotek námořní pěchoty. V roce 1887 získal hodnost praporčíka, několikrát byl navigačním důstojníkem na křižníku SMS Kaiser Franz Joseph I., s nímž absolvoval plavbu do Severního moře.
Postupoval v hodnostech (poručík II. třídy 1893, poručík I. třídy 1897), byl nižším úředníkem v námořní sekci na ministerstvu války, vedl kurzy pro důstojníky dělostřelectva se zaměřením na obsluhu torpéd a během řecko-turecké války se zúčastnil mezinárodní blokády Kréty (1896–1897). Na křižníku SMS Kaiserin Elisabeth absolvoval v letech 1899–1900 cestu do Číny s kadety námořní akademie. Po návratu působil v Námořním technickém výboru a u námořního arzenálu v Pule a jako první důstojník na korvetě SMS Saida cestoval do Řecka (1902–1903). V letech 1904–1905 byl přidělen k Hydrografickému úřadu v Pule.

SMS Zrínyi, vlajková loď Alfreda Koudelky 1912–1913

V letech 1905–1906 byl velitelem parníku SMS Taurus, staniční lodi v Istanbulu a k datu 1. května 1906 byl povýšen na korvetního kapitána. V letech 1906–1909 pracoval znovu v prezidiální kanceláři námořní sekce na ministerstvu války a mezitím získal hodnost fregatního kapitána (1. listopadu 1908). V letech 1909–1911 byl velitelem křižníku SMS Szigetvár a poté v letech 1911–1912 zastával funkci přednosty prezidiální kanceláře námořní sekce na ministerstvu války ve Vídni. K datu 1. května 1911 byl povýšen na kapitána řadové lodi a poté vystřídal velení na bitevních lodích SMS Erzherzog Ferdinand Max (1912) a SMS Zrínyi (1912-1913).
Dne 1. listopadu 1913 byl povýšen do hodnosti kontradmirála a byl jmenován velitelem oblastního námořního velitelství v Terstu. Na začátku první světové války byl pověřen řízením pobřežní obrany a převzal i velení 187. pěší brigády na pevnině. Po vstupu Itálie do války (1915) se kromě účinného vedení obrany pobřeží uplatnil i v pozemních bojích ve spolupráci s generálem Borojevićem a vynikl v bitvách na Soči. K datu 1. listopadu 1917 byl povýšen do hodnosti viceadmirála. V července 1918 byl převeden do stavu záloh a po rozpadu monarchie (1. listopadu 1918).
Patřil k nejlepším námořním vojevůdcům Rakouska-Uherska během první světové války, mezinárodního uznání dosáhl také jako spisovatel a autor řady publikací s námořní tematikou. Po roce 1918 se příležitostně angažoval jako člen správních rad různých finančních institucí, psal také články do novin. Zemřel 4. února 1947 ve věku 82 let v Bad Hall v Horním Rakousku, kde byl také původně pohřben, později byly jeho ostatky přeneseny do Kremsu.

## Rodina
V roce 1894 se ve Vídni oženil s Margaretou Makartovou (1872–1923), dcerou malíře a dekoratéra Hanse Makarta (1840–1884). Z manželství se narodila dcera Amelie (1895–1984), provdaná za dvorního radu a okresního hejtmana v Kirchdorfu Raimunda Kienmosera. Jejich syn Alfred Kienmoser (1926–1944) zahynul jako příslušník německého námořnictva za druhé světové války.
Díky sňatkům v předchozí generaci rodiny měl příbuzenské vazby na několik významných osobností. Po tetě Pauline (1806–1840) byl synovcem vlivného politika Antona Schmerlinga (1805–1893). Přes rodinu Schmerlingů byl také vzdáleně spřízněn s generálem Karlem Bienerthem a jeho synem hrabětem Richardem Bienerthem (1863–1918), který byl v letech 1908–1911 předsedou rakouské vlády.

## Tituly a ocenění
Od narození užíval šlechtický titul svobodného pána, který získal v roce 1834 jeho předek Vincenc Josef Koudelka (1773–1850) jako účastník napoleonských válek. Během služby u námořnictva získal řadu vyznamenání v Rakousku-Uhersku i v zahraničí.

### Rakousko-Uhersko
- Jubilejní pamětní medaile (1898)
- Vojenská záslužná medaile (1900)
- Vojenský záslužný kříž III. třídy (1906)
- Služební odznak pro důstojníky (1907)
- Vojenský jubilejní kříž (1908)
- Řád železné koruny III. třídy (1909)
- Mobilizační kříž (1913)
- rytířský kříž Leopoldova řádu s válečnou dekorací (1915)
- Vyznamenání za zásluhy o Červený kříž s válečnou dekorací (1916)
- Řád železné koruny II. třídy s válečnou dekorací (1917)
- Karlův vojenský kříž (1917)
- Vojenský záslužný kříž II. třídy s válečnou dekorací (1918)
- Bronzová vojenská záslužná medaile s válečnou dekorací (1918)
- Služební odznak pro důstojníky II. třídy (1917)

### Zahraničí
- Řád Medžidie III. třídy (1906, Osmanská říše)
- Zlatá záslužná medaile (1907, Osmanská říše)
- komandérský kříž Řádu za zásluhy (1907, Bulharsko)
- komandérský kříž Řádu rumunské hvězdy (1907, Rumunsko)
- Řád pruské koruny II. třídy (1910, Německo)
- komandérský kříž Řádu italské koruny (1910, Itálie)
- komandérský kříž Řádu Spasitele (1911, Řecko)
- Řád červené orlice II. třídy (1913, Německo)
- komandérský kříž Řádu sv. Mořice a sv. Lazara (1913, Itálie)
- Železný kříž II. třídy (1917, Německo)
- Řád Osmanie II. třídy s meči (1918, Osmanská říše)
- Válečná medaile Řádu Imtiaz (1918, Osmanská říše)